# Melaza de abedul
La melaza de abedul es un líquido viscoso dulce hecho de savia del árbol de abedul, y es utilizada de la misma manera que el jarabe de arce.
Se utiliza como salsa para panqueques o gofres (waffles), para hacer caramelos, como ingrediente de salsas, glaseados y apósitos, como un gusto de helado, cerveza, vino, y gaseosas.
Es un condensado de savia, con un porcentaje de azúcar de 0,5-2 %, dependiendo de la especie de abedul, localización, clima y estación del año. El producto final tendrá una concentración de azúcar del 67 %.
El azúcar de la savia de abedul contiene cerca del 42 al 54 % de fructosa y el 45 % de glucosa, con una pequeña cantidad de sacarosa y trazas de galactosa.
El sabor de la melaza de sauce tiene un distintivo gusto a caramelo, con un tono especiado.

## Método
La melaza de abedul es más difícil de fabricar que la melaza de arce. Se requiere alrededor de 80 a 110 litros de savia para producir un litro de melaza (más del doble de la necesaria para igual cantidad de melaza de arce). La apertura de drenado de savia es generalmente más pequeña que la del arce, principalmente porque los abedules viven en climas más norteños. La savia de los árboles es típicamente drenada en primavera (generalmente desde mediados a finales de abril, alrededor de dos a tres semanas después de que aparecen las primeras hojas en los árboles). Los abedules tienen una presión de la raíz y tronco inferior a la del arce, por lo que el tubo o el método de extracción y recolección en grandes operaciones de extracción de savia de arce no sirven para la extracción de savia de abedul.
La savia es reducida del mismo modo que la savia de arce, usando máquinas de ósmosis inversa y evaporadores en producciones comerciales. Mientras la savia de arce es hervida sin la utilización de ósmosis inversa, la melaza de abedul es difícil de obtener de este modo: la savia es más sensible a la temperatura que la savia de arce porque la fructosa se quema a menores temperaturas que la sucrulosa, el principal azúcar en la savia de arce. Esto significa que hervir savia de abedul puede producir un sabor a quemado.

## Producción
Se produce en Rusia, Alaska (Estados Unidos) y Yukón (Canadá) a partir de Betula papyrifera variedad humilis o Betula neoalaskana. Estos árboles se encuentran en el interior y sur central de Alaska.
El abedul kenai (Betula papyrifera var. kenaica), que también se utiliza, crece en abundancia en la península de Kenai, pero también se encuentra en el sur central y partes del estado e hibrida con humilis. La variedad del sureste de Alaska es el Betula papyrifera variedad commutata, de menor contenido de azúcar.
Para obtener un litro de melaza a partir de estos árboles se requieren aproximadamente de 130 a 150 litros de savia.
La producción total de melaza de abedul en Alaska es de aproximadamente 3800 litros al año, con cantidades más pequeñas producidas en otros estados de Estados Unidos y Canadá, todas de Betula papyrifera, y en Rusia, Bielorrusia, Ucrania y Escandinavia de otras especies de abedul. Por su baja relación de conversión de savia a melaza y su difícil producción, la melaza de abedul es más cara que la de arce: su precio es unas cinco veces más elevado.

### Audio
- «Alaska sap suckers», artículo publicado el 29 de mayo de 2001 en el programa All things considered de la National Public Radio.

- Datos: Q3181931
- Multimedia: Birch syrup / Q3181931